# Stenolpium insulanum
Stenolpium insulanum är en spindeldjursart som beskrevs av Beier 1978. Stenolpium insulanum ingår i släktet Stenolpium och familjen Olpiidae. Inga underarter finns listade i Catalogue of Life.